# Josef Fischer (rakouský politik)
Josef Fischer (30. října 1835 Bruck an der Leitha – 26. dubna 1911 Bruck an der Leitha) byl rakouský podnikatel a politik německé národnosti, v 2. polovině 19. století poslanec Říšské rady z Dolních Rakous.

## Biografie
Byl synem bývalého poslance Říšského sněmu z roku 1848 Josefa Fischera. Působil jako majitel pivovaru a sladovny. Zastával funkci druhého předsedy okresního zemědělského spolku a předsedy okresního silničního výboru. V domovském Bruck an der Leitha zasedal v obecní radě. Město mu udělilo čestné občanství.
Od roku 1871 byl poslancem Dolnorakouského zemského sněmu za kurii venkovských obcí, obvod Bruck an der Leitha. Mandát obhájil v roce 1878, 1884 a 1890. Poslancem byl až do roku 1896. Zastupoval německé liberály.
Působil i jako poslanec Říšské rady (celostátního parlamentu Předlitavska), kam usedl ve volbách roku 1885 za kurii venkovských obcí v Dolních Rakousích, obvod Hietzing, Bruck atd. Ve volebním období 1885–1891 se uvádí jako Josef Fischer, majitel pivovaru, bytem Bruck an der Leitha.
Na Říšské radě patřil v roce 1887 do poslaneckého klubu Deutscher Club (Německý klub), který sdružoval radikálnější část německého ústavověrného tábora. V roce 1890 se uvádí jako poslanec obnoveného klubu německých liberálů, nyní oficiálně nazývaného Sjednocená německá levice.